# Ataques em Viena em 2020
Os ataques de 2020 em Viena são uma série de incidentes com tiroteios em 2 de novembro de 2020 em Viena, Áustria. Tiros foram ouvidos pela primeira vez na Seitenstettengasse perto da sinagoga localizada perto de Schwedenplatz. Um  agressor foi morto pela polícia enquanto um policial ficou gravemente ferido. Os meios de comunicação locais falam muito rapidamente em "ataque terrorista", informação não confirmada pelas autoridades a princípio. O atacante foi identificado como um simpatizante do Daesh.  O chanceler federal Sebastian Kurz denuncia "um atentado terrorista nojento" às 23h15.

## Tiroteios
O ataque começou às 20h00 na Seitenstettengasse perto da Schwedenplatz de Viena, quando um atirador começou a atirar quatro horas antes da contenção COVID-19 ser instalada. O prefeito de Viena, Michael Ludwig, descreve tiroteios em restaurantes. Pelo menos cinco pessoas morreram (incluindo um agressor). As Forças Especiais Cobra e Wega estão trabalhando muito para esclarecer a situação e eliminar os terroristas. As autoridades ordenaram aos vienenses que fiquem trancados em suas casas e apaguem as luzes. Os agressores ainda estão em fuga após terem atacado seis lugares. Estes são Salzgries, Fleischmarkt, Graben, Seitenstettengasse e Morzinplatz.
O jornal local Kurier relatou que um atacante havia tirado fotos aleatórias de pessoas sentadas do lado de fora de cafés e bares na Judengasse e Seitenstettengasse no centro de Viena. A polícia confirmou que havia seis locais de tiro diferentes.
Relatórios iniciais indicaram que a principal sinagoga de Viena, a vizinha Stadttempel, poderia ter sido o alvo do ataque. De acordo com Oskar Deutsch [de], chefe da Comunidade Judaica de Viena, no momento do tiroteio, a sinagoga já estava fechada antes do início do tiroteio. Um guarda foi gravemente ferido fora da sinagoga.

## O atacante
Após o atentado, as autoridades pensaram haver vários atacantes; contudo, de acordo com as investigações posteriores, o atacante foi apenas um, identificado como Kujtim Fejzullai,  de 20 anos de idade. O Daesh reivindicou a responsabilidade pelo ataque um dia depois, chamando ao atacante "soldado do califado" e colocando on line uma das suas fotos com armas e uma faca, e divulgou um vídeo do atacante prometendo fidelidade ao líder do movimento,  Abu Ibrahim al-Hashimi al-Qurashi.

## Reações
O Ministério das Relações Exteriores da Alemanha divulgou um comunicado: "Mesmo que ainda não possamos prever a extensão do terror, nossos pensamentos estão com os feridos e as vítimas nestas horas difíceis", e o primeiro-ministro italiano, Giuseppe Conte, disse que "não havia espaço para ódio e violência no nosso lar europeu comum".
O governo brasileiro, através do Ministério das Relações Exteriores, manifestou sua solidariedade às vítimas e ao governo da Áustria, ao passo que reiterou seu repúdio ao terrorismo.